# Yanick Hofer
Yanick Hofer (* 28. September 1996) ist ein Schweizer ehemaliger Fussballtorhüter.

## Sportliche Laufbahn
Hofer startete seine Laufbahn als Torhüter in der Jugendabteilung des FC Villmergen. In der Folge wurde er dank aufsehenerregenden Leistungen vom FC Wohlen verpflichtet und an den FC Aarau ausgeliehen. Beim FC Aarau spielte Hofer bis in die U21 2. Liga interregional, ehe er vom FC Wohlen 2015 an den 1. Ligisten FC Muri ausgeliehen wurde.